# Ciudad Juárez, Chihuahua
Ciudad Juárez este un oraș în Mexic, cel mai populat de la frontiera de nord și din statul Chihuahua, ce se află lângă El Paso, Texas, în Statele Unite ale Americii, fiind traversat de râul Río Bravo. Populația sa în anul 2005 era de 1.301.452 de locuitori, întreg municipiul având o populație de 1.313.338 de locuitori. Zona Metropolitană, numită El Paso del Norte, ce grupează Ciudad Juárez în Mexic, dar și El Paso și Sunland Park, New Mexico, în Statele Unite ale Americii, avea în 2005 2.187.662 locuitori, fiind cea mai mare zonă metropolitană frontalieră din lume.
Ciudad Juarez este considerat cel mai periculos oraș din Mexic având notorietate pentru violențele produse din cauza cartelurilor de droguri.
În anul 2009 au avut loc aici 2.660 de omucideri, iar în anul 2010, până în luna august, numărul acestora a ajuns la aproape 1.900.
Doar într-o singură zi, în 15 august 2010, au avut loc 14 asasinate.

## Istoric
Regiunea a fost locuită de la sfârșitul anilor 1500, cu aproximativ 100 de ani înaintea atestării sale documentare. 
În anul 1595, cu permisiunea lui Filip al III-lea încep explorările spaniole pentru colonizarea teritoriului care astăzi este cunoscut ca Texas și New Mexico. Exploratorul Juan de Oñate reclamă aceste teritorii pentru Viceregatul Noii Spanii.
La data de 14 august 1865, în timpul celei de-a doua Intervenții Franceze, Benito Juárez, pe atunci președintele Mexicului stabilește în Villa Paso del Norte guvernul Național și acesta devine capitala republicii. În 1888, Porfirio Díaz denumește orașul Ciudad Juárez.
La începutul secolului XX, regiunea a devenit scena unei mobilizări intense a grupurilor revoluționare. În 1906 Partidul Liberal Mexican plănuia să inițieze o revoluție socială împotriva dictaturii lui Porfirio Díaz, semnalul pentru ca cel puțin 44 de grupuri distribuite în toată țara să ridice armele era Atacul din Ciudad Juárez; totuși, conspirația a fost descoperită și amânată. La data de 19 octombrie membrii PLM din El Paso au mers la Juárez dar au fost arestați imediat.
În 1909, în acest oraș a avut loc întâlnirea dintre președintele american William Howard Taft și cel mexican Porfirio Díaz.
Forțe conduse de Francisco I. Madero au ocupat Ciudad Juárez în 1911 și acest lucru a marcat sfârșitul dictaturii lui Porfirio Díaz care s-a formalizat cu semnarea Tratatelor de la Ciudad Juárez.
Disputa pentru Chamizal a fost un litigiu legat de aproximativ 2,4 km² de la frontiera mexicano-americană, între El Paso, Texas și Ciudad Juárez, Chihuahua. Această dispută a fost cauzată de diferențele de curs ale râului Río Bravo. Actualul canal al râului a fost înapoiat Mexicului, acesta fiind unul dintre puținele teritorii retrocedate de Statele Unite ale Americii unui alt stat. Canalul a fost transformat în parc public federal.

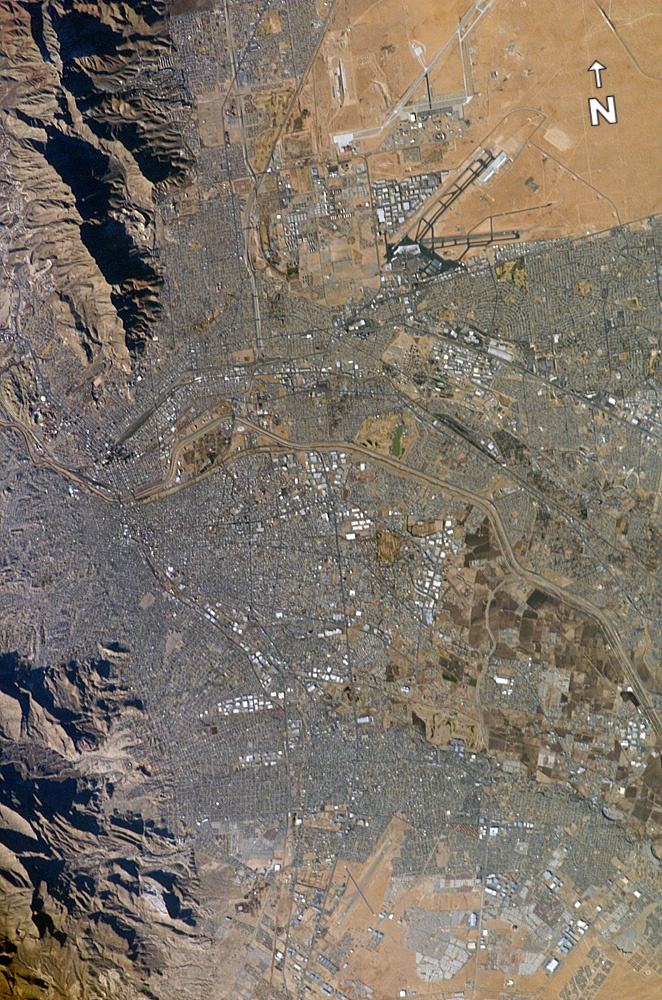
Imagine din satelit a zonei Ciudad Júarez - El Paso, Texas